# Augusto Guidini
Augusto Guidini (Barbengo, 1º maggio 1853 – Milano, 25 dicembre 1928) è stato un architetto e urbanista svizzero, membro della commissione conservatrice monumenti di Milano e della commissione delle belle Arti e Antichità, sovrintendente ai restauri della Basilica di Sant'Ambrogio e membro della giuria per la nuova facciata del Duomo di Milano nel 1886.

## Biografia
Ultimo dei cinque figli di Pietro, pittore e decoratore attivo prevalentemente a Venezia, e di Teresa Calloni, nacque a Barbengo, presso Lugano, in Canton Ticino il 1º maggio 1853.
Ottenuto il diploma nel 1870, il G. fu avviato nella vicina Mendrisio alla carriera di agrimensore. Per questa specializzazione, subito dopo la proclamazione di Roma capitale del Regno, collaborò al rilevamento catastale dell'Agro romano.
Al soggiorno romano fece seguito un periodo di attività a Firenze dove lavorò in varie occasioni fornite dal rinnovamento urbano ed edilizio di quella che per poco era stata la capitale del Regno d'Italia.

### Gli anni a Milano
Dopo Firenze, Milano in trasformazione durante gli anni Settanta del sec. XIX fornì al G. occasioni di inserimento professionale attraverso l'allora dominante figura dell'ingegner G. Mengoni, che lo chiamò presso di sé sin dal 1875 come collaboratore nella realizzazione della Galleria Vittorio Emanuele II a Milano.
Il Guidini fu continuatore dei progetti per il completamento della piazza del Duomo, dopo la prematura e tragica morte del Mengoni nel 1877: poco dopo, assunta la cittadinanza italiana, pur mantenendo quella elvetica, aprì uno studio professionale a Milano. La scelta di svolgere l'attività professionale in Italia fu determinata anche dalla non favorevole situazione politica e sociale del Canton Ticino
Entrò a far parte della Commissione conservatrice dei monumenti di Milano e provincia: si occupò del Duomo di Monza, del Castello di Trezzo sull'Adda e dell'Abbazia di Chiaravalle Milanese. Sovrintese poi a interventi di restauro nella Basilica di Sant'Ambrogio e nella cappella dell'Addolorata della Chiesa di San Satiro, a Milano.
Fece parte della giuria per la nuova facciata del Duomo di Milano nel 1886. Si interessò del volto architettonico della via Dante e sempre per il centro della città redasse numerose proposte urbanistiche. Il suo piano di sistemazione della piazza del Duomo prevedeva la manomissione della facciata neoclassica del palazzo reale di Giuseppe Piermarini.
Diventò socio onorario dell'Accademia di Belle Arti di Brera e poi membro della Commissione delle belle arti e antichità, a testimonianza del suo crescente successo. Fu anche membro, per lungo tempo, della Commissione federale elvetica delle belle arti.

### I progetti privati
Contemporaneamente esordì anche come progettista privato. Curò infatti la progettazione di numerose ville per membri dell'aristocrazia e per personaggi altolocati sui laghi lombardi. Lasciò interventi in ville a Pallanza (Villa Orsetti poi Villa Taranto per il colonnello Neil Mc Eacharn e Villa Scagliola), Baveno (Villa Della Casa per l'imprenditore ticinese Nicola Della Casa) e Stresa (Villa Ducale o Palazzo Bolongaro) sul Verbano, a Cadenabbia sul Lario e a Lugano.
Villa Orsetti, poi Taranto, a Pallanza (1875-80) diventerà in seguito famosa per il parco; ma resero ancor più noto il Guidini la cosiddetta Villa Ducale, trasformazione e ampliamento del palazzo Bolongaro a Stresa per Maria Elisabetta di Sassonia-Coburgo e Gotha, duchessa di Genova e madre della regina Margherita di Savoia (1880 circa), e poco discosto la residenza di Tommaso di Savoia duca di Genova, fratello di Margherita e zio del futuro Vittorio Emanuele III, oggi scomparsa. Ciò gli valse il titolo di "architetto onorario della duchessa di Genova". Sua anche la villa Ashburner, detta villa Scagliola, a Pallanza (1880 circa), con richiami stilistici alla francese. A lui si deve anche assegnare Villa Della Casa a Baveno eretta per l'imprenditore ticinese Nicola Della Casa, ultimata nel 1880. A Cadenabbia sul Lario progettò la villa Maria. Egli curò ugualmente i progetti per un villino per il conte Orsetti a Caprezzo e per una villa a Napoli per Tommaso di Savoia-Genova. A Milano realizzò nel 1906 con lo scultore Ettore Ximenes l'edicola Treves al Riparto Israelitico del Cimitero Monumentale di Milano.

### I concorsi pubblici

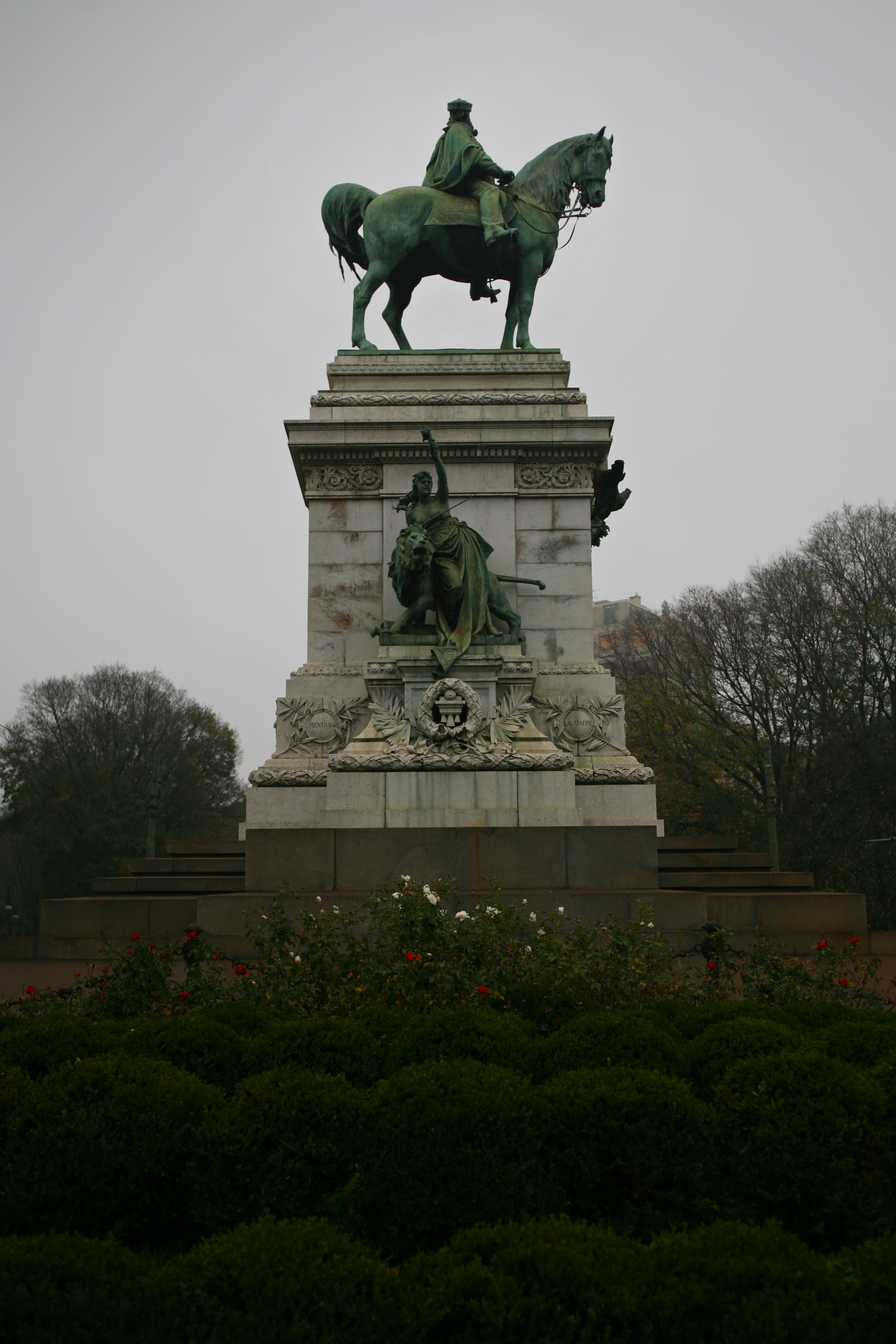
Garibaldi a cavallo, largo Cairoli, Milano (1889-1994

Al concorso internazionale del 1880 per il monumento a Vittorio Emanuele II a Roma prese parte con due versioni di un progetto proposto per l'area dell'esedra di Termini di fronte alle Terme di Diocleziano.
Presentò i suoi elaborati insieme con lo scultore G.B. Trabucco e con il collega C. Ferrario. Il progetto venne favorevolmente giudicato e rientrò nei primi otto.
Altre grandi gare videro Augusto Guidini in prima fila. Nel 1883 prese parte al concorso per il palazzo di Giustizia a Roma.
Partecipo' anche al concorso per il monumento a Giuseppe Garibaldi sul Gianicolo nel 1884 il progetto proponeva una piramide tronca di imponenti dimensioni davanti alla quale si ergeva la statua equestre dell'eroe dei due mondi.
Il monumento, a Garibaldi di Milano di cui Guidini curò la parte architettonica, fu realizzato in largo Cairoli, in un punto nevralgico della città sull'asse Castello Sforzesco, della via Dante e del Cordusio verso cui il monumento guarda. La statua equestre ideata da Ettore Ximenes è posta sull'alto basamento del Guidini.

### Progetti irrealizzati
Sempre nel solco della celebrazione del Risorgimento, nel 1898 propose di erigere un faro in granito a oltre 200 metri sulla sommità dell'isola di Caprera in onore di Giuseppe Garibaldi. Oltre al faro Garibaldi e ad un "edifizio nazionale" studiò anche la possibilità di impiantare un'azienda con scuola agraria nei terreni dell'isola sarda. Il progetto fu sostenuto dai Garibaldi e riscosse plauso, ma restò sulla carta.
Partecipò anche ai concorsi del monumento a Vittorio Emanuele II in piazza del Duomo e di quello alle Cinque giornate entrambi per Milano.

### Urbanista
Nei primi anni del Novecento si interessò a problemi urbanistici. Molti progetti di disegno urbano del Guidini furono però proposte senza esito.
Dapprima si occupò di ipotesi di riforma urbanistica dell'area centrale di Milano (1909) con tre proposte riguardanti un nuovo quartiere a sud adiacente alla piazza del Duomo. Anche l'area intorno al corso Vittorio Emanuele fu oggetto di un piano viario per una zona nevralgica di Milano.
Ben più interessanti, i progetti di piani regolatori che tra il 1910 e il 1911 redasse per la ricostruzione di Messina e per Montevideo in Uruguay.
L'idea di redigere un piano regolatore per Messina, distrutta dal sisma del 1908, venne dopo aver soggiornato per tre mesi n.

### Il soggiorno in Uruguay
All'inizio del 1909, su invito del governo uruguaiano, si recò a Montevideo, dove vivevano due suoi fratelli, e vi restò per lunghi soggiorni che ebbero termine nel 1914.
L'episodio centrale di questo periodo dell'attività del Guidini in America meridionale fu la stesura del piano regolatore di Montevideo, nell'ambito del concorso internazionale del 1911, il cui iter si concluse positivamente il 18 aprile 1912. Esso costituì il massimo successo della sua carriera.
Per Montevideo redasse altri imponenti progetti. Nel 1909 propose un impegnativo progetto per donare nuovo aspetto alla capitale e perseguire il recupero della dignità urbana con un riadeguamento a funzioni moderne dell'antico cuore degradato di Montevideo. Ultimo episodio di questa stagione americana fu la partecipazione al concorso internazionale per il palazzo del governo a Montevideo. In questa occasione stese un progetto in coppia con G. Sommaruga, riportando il quarto premio.

### Opere in patria
In Svizzera svolse una intensa attività professionale per committenti pubblici e privati a Lugano.
Tra il 1889 e il 1890 il G. intervenne nella villa Merlina, che venne da lui trasformata nel prestigioso grand hôtel Splendide sul lungolago, seguendo gli stilemi alla francese dell'edilizia alberghiera corrente. Negli stessi anni realizzò palazzo Piccoli, anch'esso trasformato in albergo, oggi hôtel Beha. Nel 1900 vinse il concorso federale per la realizzazione del Palazzo cantonale degli Studi di Lugano, opera costruita tra il 1903 e il 1904 e sede attuale del Liceo di Lugano. Di Guidini si ricordano poi le ville Allegrini e Demartini a Lugano, oggi non più esistenti. A Locarno costruì l'asilo e le tombe di Vincenzo Vela a Ligornetto e Caccia a Morcote. Sempre interessato a problemi urbanistici, pensò anche un piano regolatore per Lugano.

### Morte
Augusto Guidini morì a Milano il 25 dicembre 1928.